# Poleonimi celtici d'Italia localizzati (A-L)
L'elenco di abbreviazioni e segni convenzionali e la bibliografia si trovano in Toponimi celtici d'Italia.

## Poleonimi localizzati (A-L)
- Airuno (Lc). Forse da *eburunum, con suffisso (diminutivo?) -unum. Attestazioni: Airuno, Eiruno (1188). → Inveruno. [II]
- Albenga (Sv). Toponimo in ligure: Arbénga. Dal latino Albíngaunum < Album Ingaunum < ligure *album (<*-om) ʿcittà capoluogoʾ + genitivo plurale ligure in -um < *-om dell'etnonimo Ingauni, formato da *ing- (base priva di corrispondenze d'ambito indeuropeo) + suffisso -auno- (comune a diversi etnonimi d'area gallo-ligure) [G. Petracco Sicardi (1981), (1990)]. P. De Bernardo Stempel ha proposto per Ingauni una possibile origine celtica, da *Pingamnī ʿquelli tatuati o Pictiʾ. Il suffisso -uno-, da un più antico -mno- o -mh1no-, ha probabilmente un valore participiale medio-passivo, come in Anauni, cfr. Anàunia (X. Delamarre). Quanto a Album, A. Falileyev rinvia al celtico «albo/ā- ʿbiancoʾ» < indoeuropeo *h2elbʰ- (gallico albos, albios, albanos ʿmondo più in alto, cieloʾ < ʿbiancoʾ); cfr. antico celtico Albion, antico irlandese Albu, Alba ʿBritanniaʾ, antico gallese elbid ʿmondoʾ. Attestazioni: Ἀλβίγγαυνόν ἐστι [...] Λίγυες Ἴγγαυνοι (Albíngaunón esti [...] Lígues Íngaunoi) (Strabone, IV, 6, 1), Album Ingaunum (Plinio, III, 48), Albingaunum (Tacito, Hist., II, 15; Pomponio Mela, II, 4, 72), Albingauno (Tabula Peutingeriana 2, 4; Itinerario Antonino, 503, 1); in Albingano (IX sec.). [I]
- Alduno (Santa Maria Hoè, Lc). Forse dal gallico *Allo-dūnon ʿSecondo forteʾ, dal celtico *allos ʿaltro, secondoʾ < *alnos (X. Delamarre). → Duno.
- Ambria (Zogno, Bg). → Ambria.
- Ambria (Piateda, So). → Ambria.
- Ambriola (Costa di Serina, Bg). → Ambria.
- Andes (Virgilio, Mn). Luogo natale del poeta Virgilio, corrisponde alla località di Pietole Vecchia. Il toponimo latino Andes viene connesso a nomi di origine gallica (Andes, Andia, Ande-carus, Ande-cavi...) formati con la particella intensiva ande-, andi-, and- ʿmolto, grandeʾ, e ai nomi con base Andet- (ʿdi Andesʾ?) delle iscrizioni venetiche incise sui ciottoloni patavini n. 26, 28, 21 [cfr. A. L. Prosdocimi, in Aa. Vv. (1991): pp. 58–9]. Potrebbe però non essere celtico (A. Falileyev). [I]
- Andorno Micca (Bi). Attestata la forma Andurnus in un atto di donazione del 963. D. Olivieri ha ipotizzato un'«alterazione» del nome di persona *Adornus oppure una «competizione» ad / in > an + la voce tardo-latina dornus [o anzitutto durnus] < gallico durnos ʿpugnoʾ; cfr. il piemontese dorgna ʿbernoccolo, protuberanzaʾ e Vandorno, frazione di Biella (A. Rossebastiano). → Dorno. [II]
- Anzo (Framura, Sp). Dal toponimo antico Antion: μέχρι Ἀντίου (méchri Antíou) (Periplo dello Pseudo-Scílace, 4). È omonimo di Antium, greco Ántion, attuale Anzio (Roma); Antium è poleonimo di etimo incerto. Si sono proposti per Antion un'origine latina o greca [ἄντιος (ántios) ʿposto di fronteʾ], il significato di ʿpromontorioʾ, e un raffronto con i toponimi Ànzola (Bedonia, Pr), Anzòla dell’Emilia (Bo), Anzòla d’Ossola (Vb), Àntola (Ge, Al) [G. Petracco Sicardi (1981)]. Secondo A. Falileyev potrebbe forse risalire al celtico anto- ʿlimite, confineʾ [anto-, antu-, anti- ʿestremità, limiteʾ < indoeuropeo *h2ent-; cfr. nomi di persona gallici quali Anteios, Antia, Antullus (X. Delamarre)]. [I]
- Anzòla d'Ossola (Vb). Probabilmente da *Anteola, *Antiola, diminutivi dei nomi di persona romani di origine gallica Antius, Antia; cfr. la serie di toponimi francesi Ance, Anse, Ancey e simili, dal prediale *Antiācus (A. Rossebastiano). → Anzo
- Anzòla dell'Emilia (Bo). Da confrontare con Anzòla d’Ossola, per D. Olivieri dai nomi di persona latino Antius, Antia (C. Marcato). Attestazioni: Unzola (1043), Unciola (1055), Unciole (1157). → Anzo. [II]
- Ardéna (Brusimpiano, Va). Da associare al nome di montagna e foresta Arduenna, dal gallico arduo- ʿaltoʾ. Cfr. Arduenna (silua) ʿForesta delle Ardenneʾ (Giulio Cesare, De bello Gallico, V, 3 e VI, 29) e Ardenna (Venanzio Fortunato, Carmina, 7, 4); antico irlandese ard ʿalto, grandeʾ, gallese ardd ʿcollinaʾ, antico bretone ard, art ʿelevatoʾ, latino arduus ʿripido, arduoʾ.
- Ardènno (So). → Ardéna.
- Arelica (Peschiera del Garda, Vr). Da gallico are- ʿdavanti, vicinoʾ + lic(c)ā ʿpietra piatta, lastraʾ (ʿfalesia?ʾ); con il possibile significato di ʿdavanti alla falesiaʾ o ʿad est della lastra di roccia di Sirmioneʾ; cfr. antico irlandese lecc, gallese llech, bretone lec'h ʿpietra piatta, lastra, pietra sepolcraleʾ < celtico *liccā. Oppure da are- + *lik- ʿesser umido, scorrevoleʾ, forse celtico (A. Karg); cfr. gli idronimi Licus ʿGailʾ, ʿLechʾ. Attestazioni: Arilica (iscrizione), Arelica (Tabula Imperii Romani), In collegio naviculariorum Arelicensium (iscrizione), Ariolica (Tabula Peutingeriana, I, 4 e II, 4), Ariolita (Cosmografia ravennate, IV, 30). [I]
- Arlate (Calco, Lc). Probabilmente dal gallico *Are-late ʿdavanti alla paludeʾ < are- ʿdavanti, vicinoʾ + *lăti- ʿpaludeʾ; cfr. il poleonimo Arelate > Arles (Francia), il gallese llaid ʿfangoʾ, l'antico irlandese laith ʿpaludeʾ. Attestazione (non è sicuro però sia da riferirsi ad Arlate): in loco ubi dicitur Arcelate (1086).
- Arluno (Mi). Secondo l'Olivieri più probabilmente dal nome di persona *Are-lunus o dal gallico *Arelli-dūnum (o simile) che non dal nome di persona Arulone. Attestazione: Arluno (XIII sec.). → Duno. [II]
- Arnago (Malè, Tn). Secondo G. Rohlfs prediale in -acus dal nome di persona gallico *Arnos (documentato Arnius). [III]
- Artò (Madonna del Sasso, Vb). «Posto in uno stretto pianoro, una vallecola» (M. T. Vigolo). Quindi tale toponimo più probabilmente deriva dal latino ar(c)tus ʿstrettoʾ che non dal celtico arto- ʿorsoʾ. → Artogne e Artegna.
- Artogne (Bs). Secondo D. Olivieri, forse dal latino ar(c)tus 'stretto' (sorge infatti su uno ʿstretto pianoroʾ) oppure da un gentilizio romano Artinius. Non si può però escludere del tutto una derivazione dal celtico arto- ʿorsoʾ, anche attraverso un nome di persona gallico in Art(o)-. Cfr. Artegna. Attestazione: Artonie (1041). [II]
- Arzago d'Adda (Bg). Dial. arsàk. Prediale in -acus forse dai nomi di persona latini Arcius, Arsius o Artius. Per G. Rohlfs invece dal nome di persona gallico *Artios (documentati Artius, Arto), dal gallico arto-, arte- ʿorsoʾ. Attestazioni: Arciacus (774), in Arciaco (983), villa plebe Artiago (sec. XIII). [III]
- Ausugum (Tn). Nome antico di Borgo Valsugana. Toponimo prelatino, forse di origine celtica, da *auso- < *h2eus- ʿfar defluire, drenare, far uscire (acqua) ʾ + *-uko- (A. Falileyev). Potrebbe anche collegarsi al celtico *aus- ʿorecchioʾ, tema scomparso in brittonico, ma presente nell'antico irlandese au ʿorecchioʾ (< *ausos) e con tutta probabilità nell'onomastica di origine gallica: Ausus, Ausios, Ausius, Ausicus, Ausua ecc. Si ipotizza perciò un *Ausucum < *aus- + suffisso -uco- [un suffisso gallico parallelo ad -aco-, -ico- ecc. (G. B. Pellegrini)], quindi col possibile significato di ʿpodere di Ausoʾ (o, se nome personale, ʿdalle grandi orecchieʾ; cfr. Ossuccio). Attestazioni: Ausugum (Itin. Anton.), Alsuca (con passaggio au > al, in Paolo Diacono, 3, 31), Vallis Sugana (1160), Burgo de Vallesugana (1307), de Burgo Ausugii (1375), burgus Sugi, contrata Sugi (385). [I]
- Avenza (Massa Carrara). Dall'idronimo antico Aventia (oggi Carrione) della Tabula Peutingeriana (IV, 1), verosimilmente da ritenersi ligure o celtico. Aventia corrisponde alla voce *auantia, *auentia ʿfiume, sorgenteʾ, che risulta diffusa in diversi Paesi d'Europa, in quanto, con tutta probabilità, appartenente allo strato indoeuropeo più antico (“europeo antico”). *Auentia sarebbe dunque preceltica e potrebbe essere entrata nel gallico come idronimo (X. Delamarre). Per G. B. Pellegrini risalirebbe all'indoeuropeo *av-/*au- ʿfonte, corso di fiumeʾ. Cfr. i toponimi Avance (Hautes-Alpes) < Avanza (1190) e Avançon (Hautes-Alpes) < *avantion (oltre a un altro Avançon nelle Ardenne), Vence (Drôme) < Avensa (1298), Vence (Isère; Ardennes), Avenches (Vaud, Svizzera) < Aventicum, Avantà (Lituania), Ewenni (Galles), e forse Venzone; il teonimo Aventia (Deae Aventiae, in iscrizione di Avenches). [I]
- Baginas, Vicus (Bastia Mondovì, Cn). Toponimo attestato nella Tabula Imperii Romani, Foglio L 32 (Roma 1966), 143. Corrisponde alla frazione Villero di Bastia Mondovì. Se di origine celtica, Baginas potrebbe identificarsi con il gallico *bāgīnā ʿfaggetaʾ < *bāgo- ʿfaggioʾ < indoeuropeo *bhāgos (A. Falileyev), più che non derivare da una base bag- ʿbattersiʾ (cfr. Bene Vagienna). [I]
- Bardello (Va). Dial. bardèl. Sul fiume omonimo. Forse dal nome di persona Bardo, di origine germanica (C. Marcato). Oppure di origine celtica, cfr. i nomi di persona Bardus e Bardo, dal gallico bardos ʿbardo, poetaʾ. Attestato Bardellus (latino ecclesiastico).
- Barèggio (Mi). Dial. baréč. Secondo D. Olivieri, dal preromano bar- ʿrovo, spinoʾ + i suffissi -etum (collettivo) e -iculum (C. Marcato). Cfr. anche Barazzetto. Attestazioni: Baradeglum (1146, 1150, 1185), Baradiglum (1151, 1152), Badaregium (1176), Baradegium (1171), Baradegio (1346). [IV]
- Barolo (Cn). Dal nome di persona gallico Baro [meglio Barrus, Barra] (G. D. Serra) (però il suffisso risulta insolito come formante prediale) o dal prelatino *barros ʿsterpetoʾ (D. Olivieri); o piuttosto dal gallico *barros ʿcimaʾ [e ʿaltura, sommitàʾ], poiché il centro sorge su un colle (G. Rohlfs). A. Rossebastiano ipotizza una prima sequenza *barrŭlus (*barro- + suffisso diminutivo -ŭlus) + suffisso aggettivale -eus, poi -ius > *Barruleus ʿluogo della piccola cimaʾ > *Barrulius > Barroglius, Barolius (dal 1200), Barrolius (dal 1202) > Barolus; e una seconda [*Barr-eus + -ŏlus > *Barreŏlus?] *Barréolus, *Barrìolus > *Barriòlus > Barolus (1383) > Barolo. [II]
- Barone Canavese (To). In epoca medievale: Barronum (dal 1100) e Baronum (dal 1208). Deriverebbe dalla voce prelatina *barros ʿsterpetoʾ (D. Olivieri); l'attuale forma può dipendere da una reinterpretazione paretimologica sulla base del nome di persona Barone (A. Rossebastiano). Cfr. altresì Barazzetto. [IV]
- Bedonia (Pr). Dal toponimo antico Bitunia (saltum Bituniam, saltus praediaque Bitunias) registrato nella Tabula Alimentaria di Veleia, con esito -ŭ- > -o-. Si tratta di un prediale in -i̯o- dal nome di persona gallico Bitunus o dal gentilizio Bitunius [G. Petracco Sicardi (1981)][1]. Bitunus e Bitunius sono formati dalla base celtica bitu- ʿmondo viventeʾ < *gʷi-tu- < indoeuropeo *gʷeih3- ʿvivereʾ; cfr. nomi di persona gallici quali Bitus, Bitumus, Bitunia, l'antico irlandese bith, l'antico cornico, l'antico bretone bit, il bretone bed ʿmondoʾ, l'etnonimo Bitu-riges ʿRe del Mondoʾ > Bourges e Berry. Attestato Bedonia nel 1285. [I]
- Bedriacum (Calvatone, Cr). Vicus collocato dalle fonti antiche tra Verona e Cremona, tra Ostiglia e Cremona, tra Cremona e Mantova (cfr. Betriacum). Si trovava presso Calvatone, al bivio tra la Via Postumia e la via Ostiglia-Mantova-Cremona. Il toponimo è una formazione in -āco- da una base sconosciuta (A. Falileyev)[2]. Attestazioni: Bedriacensis (Plinio, N. H., X, 135); Bedriacum (Tacito, Hist., II, 23; 39; 44; 49; 50; 57; III, 15; 20; 31); Beloriaco (Tabula Peutingeriana, 3, 3); Βηδριακὸν (Bēdriakòn) (Flavio Giuseppe, Guerra giudaica, IV, 9, 9); Bēbrĭăcum (Giovenale, 2, 106); Brediaco (Cosmografia ravennate, IV, 30); Betriacum (Svetonio, Otone, 9); Βητριακόν (Bētriakón) (Plutarco, Otone, 8, 11, 13). [I]
- Bellino (Cn). Belinus nel 1255. G. D. Serra e D. Olivieri lo accostavano al nome di famiglia Bellinus, da cui deriverebbe il cognome Bellino piuttosto diffuso nel Piemonte [specie occidentale]. A. Rossebastiano pensa però ad una derivazione dal nome del dio gallico Belenus (< gallico bel ʿsplendenteʾ), dato che nella chiesa romanica di S. Giacomo è collocata una statua del dio Belenus. A dire il vero, scolpito nella pietra, si vede solo un volto “solare”, circondato da capelli disposti a raggiera, che viene attribuito a Belenus; cfr. Via Occitana Catalana. In effetti si può anche supporre che sia il cognome Bellino a trarre origine dal poleonimo. E che Bellinus > Bellino sia diminutivo di bellus, o eventualmente risalga al nome di persona gallico latinizzato Bellinus, Belinus (gallico Belinos). Ad ogni modo, Belenus e Bel(l)inus celtici derivano dal gallico belo-, bello- ʿforte, potenteʾ (cfr. Belluno).
- Belluno. Probabilmente dal gallico latinizzato *Bel(o)-dūnum, dal gallico belo-, bello- ʿforte, potenteʾ (ʿche percuote, che ferisce; violentoʾ < celtico *bel-no- < indoeuropeo *gʷelH- ‘ferire; causare dolore', secondo G. R. Isaac; cfr. antico irlandese at-bail ‘(egli) muore'). Attestazioni: Βελοῦνον (Beloûnon) (Tolomeo III, 1, 26, 28), Bellunum (Plinio, N. H. III, 130). → Duno. [I]
- Belluno Veronese (Vr). → Belluno.
- Bene Vagienna (Cn). Vi corrisponde la romana Augusta Bagiennorum citata da Plinio in N. H. III, 49 [Aὐγoύστα Bαγιεννῶν (Augoústa Bagiennôn) in Tolomeo, III, 1, 31], oppidum dei Bagienni, popolo ligure secondo lo stesso Plinio (III, 47). Bagienni è generalmente ritenuto d'origine ligure (anche per il suffisso -enno) e riferito all'indoeuropeo *bhāgos ʿfaggioʾ (> gallico *bāgos). Invece P. de Bernardo Stempel lo accosta al celtico *badios ʿbrunoʾ, cfr. antico irlandese buide ʿgialloʾ. Ma esiste verosimilmente in gallico anche una base bag- ʿbattersiʾ, che si ritroverebbe in nomi di persona quali Bagia e Baginus; cfr. antico irlandese bág ʿcombattimentoʾ. Attestazioni: cortem que dicitur Bajenne, de plebe Bajennis (901), in loco Bagenne (973), Baennis (1200) [< Bagiennis (ablativo plurale)]. → Baginas, Vicus. [I]
- Berceto (Pr). Toponimo in dialetto parmigiano Bar'säi. Per D. Olivieri va associato ai toponimi toscani Berceto, Berceti, Berceta, Bercete, tutti derivati dal latino quercētum ʿbosco di querceʾ (S. Pieri, G. B. Pellegrini). Potrebbe però corrispondere al saltus praediaque Berusetis della Tabula Alimentaria di Veleia (6, 66), ove Berusetis sembrerebbe l'ablativo plurale di *berusetum < *ber-us(o)- ʿ?ʾ (base priva di «riscontri precisi»[3]) + suffisso collettivo latino -ēto- (ʿassociazione di pianteʾ) [G. Petracco Sicardi (1981): p. 38]. Secondo A. Falileyev si tratta di un Beru-setis, dalla celticità non del tutto sicura, che s'è cercato di far derivare da bero- (ʿportante, portatoreʾ o ʿgiudicatore, declamatoreʾ), o bergo-, bergu- ʿmonteʾ, e, per il secondo elemento, da un'ipotetica base *seto- [?], che per Isaac potrebbe essere celtica. Attestazioni: Bercetum, Berceti (antiche carte). [II]
- Bergamo. Dal latino Bergŏmum. Probabilmente dal celtico berg(o)- ʿmonteʾ (< indoeuropeo *bherĝh- ʿalto, eminenteʾ) + suffisso -mo-. Si è ritenuto anche una formazione prelatina collegabile a barga ʿcapannaʾ, o affine a toponimi liguri preindeuropei a base *bherg- (D. Olivieri, C. Battisti). Attestazioni: Bergomum (Plinio, III, 124), Βέργομον (Bérgomon) (Strabone, Tolomeo), Pergamum (Cosmografia ravennate). [I]
- Bèrgolo (Cn). Bergulus nel 1142. Presumibilmente dal celtico berg(o)- ʿmonteʾ (< indoeuropeo *bherĝh- ʿalto, eminenteʾ) + suffisso diminutivo -ŭlus. Oppure da un nome di persona gallico *Bergulus, sempre dal celtico berg(o)-; cfr. il nome di persona Bergulla. [II]
- Bertinoro (Fc). Dial. bartnóra; arcaico: bartnuóra. Pare essersi formato da un genitivo plurale latino in -orum dall'etnonimo Britti ʿBretoniʾ [in riferimento alla presenza di monaci o pellegrini bretoni o britanni nel X-XI sec.?], oppure da un nome di persona Bretto, Brictus o Berto (C. Marcato). I nomi di persona Brit(t)us, Brit(t)o, Britta, Brittius possono derivare dal gallico britu-, brito- ʿgiudizio, pensieroʾ; s'è potuta creare in effetti una certa confusione con gli etnonimi e personali latini Britti, Brittus, Brittones, Britto, Brittinus, Brittinius (da associare a Britanni < *Pritani). Brictus (così pure Bricto, Bricta) può essere connesso al gallico bricta (brixta) ʿmagiaʾ (cfr. l'antico irlandese brith ʿmagiaʾ). Attestazioni: Brittinorum (1039), Bretenoro (1122), Bretanorium (1177), Brettinoro (in Dante Alighieri, Purg. XIV, 112).
- Besnate (Va). Dial. beʃnàa. Per D. Olivieri dal nome di persona Bessenus + il suffisso prediale -ate; secondo G. Rohlfs dal cognomen Bissunus documentato da un'iscrizione gallica (C. Marcato). *Bessenus non è attestato [il toponimo francese Bessenay (Rhône) potrebbe esser stato un *Bettianacum < nome di persona *Bettianus]. Bissunus, assieme a Bisius, Bissus, Bissius, Bissula, Bessius, Bessula (e in tale serie di nomi di persona potrebbe rientrare forse anche *Bessenus), derivano dal gallico bissu-, bisu- ʿditoʾ; cfr. il gallese bys e il bretone biz ʿditoʾ. Attestazioni: Besenate (1182), locus Besnate (XIII sec.), Besnà (1346), Bisnate (?). [III]
- Beura (Beura-Cardezza, Vb). È stato associato al latino vepres ʿspino, rovoʾ. D. Olivieri pensava potesse derivare da biber ʿcastoroʾ, d'origine gallica, anche sulla base del confronto con il poleonimo francese Vèbre (Ariège), che però A. Dauzat e Ch. Rostaing riconducevano a beber, ritenuto gallico, ma invece tardo latino, dal gallico bebros, bebrus (cfr. Bévera e Vévera). Si trovano poi in Francia alcuni idronimi Vèbre che però (assieme a Vabre, Vavre, Vaure e altri ancora), pare risalgano al gallico vobero- > vabero-, (letteralmente) ʿsotto-sorgenteʾ, da *u(p)o-bhĕro- (indoeuropeo *bhĕr- ʿgorgogliareʾ, ʿribollireʾ); cfr. Vobarno. Attestazioni: Vepra (840), Beura (915), Veura (982). [II]
- Bévera (Ventimiglia, Im). Secondo G. Petracco Sicardi va connesso al latino bibere ʿbereʾ, «in riferimento a località ove si abbeveravano le greggi o ricche di acque sorgive» [Dizionario di toponomastica. I nomi geografici italiani (1990), p. 77]. Si veda però alla voce Bévera. Attestazione: in valle Bevera et in loco ubi dicitur Bevera (1096). [II]
- Bevera (Viggiù, Va; Barzago, Lc). → Bevera.
- Biandrate (No). Prediale in -ate da *Blandiratem, dal nome di persona gallico latinizzato *Blandirus (è documentato il nome di persona gallico Blandiro) < blando- ʿdolceʾ, che potrebbe essere celtico; mancano infatti corrispondenze nelle lingue celtiche insulari. Attestazioni: Blanderade (1184), Blanderado (1180), Blandrato (1093), Biandrato (1190), Blandra (1197), Brandrate (1214), Brandrato (1224), Blandrata (1229), Blandratis (1419). [III]
- Biandronno (Va). Dal nome di persona gallico Blandiro, *Blandirus + suffisso -onno < forse -ōne (dial. -ón), abbastanza frequente nella toponimia lombarda. Attestazioni: Blandaronno e Blanderonno (828). → Biandrate. [II]
- Biella. Toponimo di origine preromana. L'Olivieri ne ipotizzava all'origine una voce gallica, da cui *Buiéla > Biella. Pellegrini supponeva una derivazione da un *buggo- ʿcurvaʾ, ʿpiegaʾ < indoeuropeo *bheug-/beugh- ʿpiegareʾ; cfr. medio irlandese bog ʿarcoʾ [che però dovrebbe essere un prestito dal norreno (J. Vendryes)]. Ma poi proponeva in alternativa un etimo buga ʿbuca; fossa, avvallamentoʾ + -ella > Bugella, da cfr. con Boga > Buga > Buje ʿBuiaʾ (A. Prati). Bruzza [in P. Torrione – V. Crovella, Il Biellese, Biella, 1963], individuando in Bugella e Vercellae ʿVercelliʾ una base comune cella ʿluogoʾ, con prefissi bu- ʿminoreʾ e ver- ʿmaggioreʾ, suggeriva rispettivamente i significati di ʿluogo minoreʾ e ʿluogo maggioreʾ. A. Rossebastiano, riconoscendo nei due toponimi la base *-kelo- < indoeuropeo *kʷel- ʿabitareʾ, rilevata da G. Petracco Sicardi nel toponimo Budacelium (nella Tabula Alimentaria di Veleia), e i suffissi bu- < *u(p)o- ʿsottoʾ e ver- < *uper- ʿsopraʾ, ipotizza che Bugella possa significare ʿluogo abitato da quelli di sottoʾ, intesi come ʿsottomessiʾ, in senso cioè politico-militare e non geografico, poiché Biella in effetti sta più in alto di Vercelli. Attestazioni: Bugella (826), Buiella (999), Buella (1198), communis Bugellae (1265). → Vercelli. [II]
- Biliera (Gruaro, Ve). Forse dal gallico *bili̯a (da cui il francese bille ʿtronco d'alberoʾ), bilio- ʿalberoʾ; cfr. l'antico irlandese bile ʿalbero di grande altezza, albero sacroʾ; ne sono derivati vari nomi di persona, tra cui Bilius, Billius, Billa, Billia, Billiena (G. B. Pellegrini, X. Delamarre).
- Boasi (Lumarzo, Ge). G. D. Serra vi vedeva un *Bodacis di origine gallica, forse da *Bodiō (M. G. Tibiletti Bruno). È preferibile ipotizzare una formazione in -acis (ablativo locativo) dal gallico Bodio- < badio- ʿgiallo, biondoʾ oppure Bōdi-, Bōdo- < boudi-, boudo- ʿvittoria, vantaggio, profittoʾ, se non da *bou-, *bouo- ʿbue, vaccaʾ (cfr. i nomi di persona gallici Bovus, Bovius e Bouecius).
- Bodincomagum (Montèu da Po, To). Abitato ligure presso il quale fu fondata dai Romani Industria, l'attuale Montèu da Po. Bodincomagus / Bodincomagum (Plinio, III, 122) è un nome ibrido ligure-celtico, formato dall'idronimo Bodincus (nome ligure del Po nel tratto a monte) e dal celtico -mago- ʿcampoʾ e ʿmercatoʾ; cfr. Rigomagus. [I]
- Bologna. Da *Bolonia < latino Bŏnōnia, toponimo attestato in Gallia (cfr. Boulogne-sur-Mer — Bononia solo dall'epoca costantiniana, mentre precedentemente si era chiamata Portus Itius e Gesoriacum — e Boulogne-sur-Seine), Mesia e Pannonia. Fu città etrusca, chiamata Felsina dai Romani; venne poi conquistata dai Galli Boi e nel 189 a.C. divenne colonia latina. Né Tito Livio (XXXIII, 37 e XXXVII, 57) né Plinio (N. H. III, 115) né altri autori ci hanno tramandato l'eventuale nome gallico dato a Felsina dai Boi. In effetti, Livio chiama Felsina la città dei Boi vinta dai Romani nel 196 a.C. e Bononia la colonia latina del 189 a.C. Secondo P. de Bernardo Stempel, Bononia (evidentemente nella forma Bōnōnia) deriverebbe dal celtico *bʰoun-ōn-yā ‘la città che resiste’; cfr. i nomi di persona (ritenuti celtici da X. Delamarre) Bononius, Bononia (‘Prospero’, ‘Prospera’) in iscrizioni latine, e Búanann < *Bounonā ‘la resistente’, dea irlandese (da *bouno- ‘durevole’). Questa etimologia parrebbe più convincente di quella sostenuta ancora oggi da diversi studiosi, che fanno derivare Bŏnōnia dal celtico bona, ‘fondazione’, ‘oppidum’, + suffisso -ōn-ia. Con bona, piuttosto, si sono formati numerosi poll. composti, in parte ibridi romano-gallici, quali Augustobona, Iuliobona, Radesbona, Vindobona[4]. Invece la terminazione -ōn-ia è servita a produrre, oltre a nomi di persona femminili gallici e gallo-romani e al teonimo gallico Bergonia, qualche nome di fiume d'origine celtica — ad esempio Vicinonia ‘Vilaine’ e Bedonia/Vedonia ‘Boulogne’ — e alcuni poleonimi italici e latini (Vetulonia, Casontonia, Aquilonia...). Si potrebbe allora supporre che Bononia, nome dato alla colonia latina (e alle altre città omonime), derivi da latino bŏnus ‘buono’ come Placentia da placens ‘piacevole’ [cfr. O. A. W. Dilke (1988): Gli agrimensori di Roma antica, Bologna, Edagricole, pp. 88–9]. [I]

- Bondéno (Fe). In origine (753) canale sulla destra del Po. Dal gallico bunda ʿsuolo, fondoʾ o dal nome di persona germanico Bondo. → Bondo. [II]
- Bondeno (Gonzaga, Mn). Attestato: Bondeno (818). → Bondéno. [II]
- Bondiolo (Faenza, Ra). Attestato Bondiolo (1290). → Bondo. [II]
- Bondo (Tn). Dial. bont. Forse dal gallico bunda ʿsuolo, fondoʾ; cfr. provenzale bonda ʿterreno paludosoʾ, francese bonde ʿscaricatore di fondoʾ, lombardo bonda ʿconcaʾ; antico irlandese bond ʿpianta del piede, base, suoloʾ < *bundos. Oppure dal nome di persona germanico Bondo o dal nome di persona gallo-romano Bondus. Attestazioni: Bundum (928), Bondum (1155), Bundo (1180). → Bondone. [II]
- Bondone (Tn). Dial. bondú [u lunga]. Attestato Villa de Bondono (1399). → Bondo. [II]
- Bòrmida (Sv). Localmente búrmia. Dall'idronimo Bòrmida.
- Bormio (So). Centro turistico noto anche per le fonti termali. Toponimo risalente all'indoeuropeo *gʷhormo- ʿcaldoʾ, oppure al gallico bormo- ʿsorgente caldaʾ < indoeuropeo *bhĕr- / *bhŏr- ʿgorgogliare, ribollireʾ. Attestato Burmis nell'822. → Bòrmida. [II]
- Bornago (Pessano con Bornago, Mi). Prediale in -acus, forse dal nome di persona latino Burrenus o Burnum (o tardo antico Borronus). G. Rohlfs ipotizzava una derivazione dal nome di persona gallico *Burnos (attestato Burnius). Dagli stessi nomi di persona, ma con altro suffisso, potrebbero essersi formati anche i seguenti toponimi prediali: Bornasco (Pv), Bornasco (Sala Biellese, Bi), Bornate (Serravalle Sesia, Vc), Bornato (Cazzago S. Martino, Bs). Attestazioni: Buronaco, Baronaco (873), Bornaco (957), de Bornago (1187). [III]
- Bornasco (Pv). Dial. burnàsk. Attestato Bornascum nel 1452. → Bornago. [III]
- Bornato (Cazzago San Martino, Bs). Attestazioni: Burnadum (1143), Bonatum, Bornatum (1195), Bornadum (1154). → Bornago. [III]
- Bórno (Bs). Dial. buren, bǜren. Secondo D. Olivieri, si tratterebbe di un riflesso del termine lombardo born ʿscheggiaʾ o ʿrisalto di rocciaʾ [da accostare all'italiano arcaico bòrnio ʿpietra sporgenteʾ < francese borne ʿcippo, termine, pietra di confineʾ < latino medievale bodina ʿblocco di pietra delimitante un territorioʾ, forse dal gallico budina ʿtruppaʾ], o del piemontese borna ʿbucoʾ [prelatino *borna ʿbuco, cavitàʾ < indoeuropeo *bher- ʿscavare, forare, tagliareʾ], piuttosto che del nome di persona latino Burnius [o Burnus, di probabile origine gallica] o germanico Borno. Attestazioni: de vico Burno (1050), Burno (1123).
- Borno (Cerveno, Bs). → Bórno.
- Borséi (Soverzene, Bl). Probabilmente dal bellunese borséi (anche brussiéi) ʿErica carneaʾ, che per G. B. Pellegrini potrebbe essersi formato dal gallico bruscia ʿsterpagliaʾ + suffisso -ellus (al plurale). Bruscia, documentato nel latino medievale (assieme a brucia, brusca, broscia e altre forme simili) con il valore di ʿboscaglia, cespuglioʾ, si ritiene possa derivare, attraverso un latino popolare *bruscia ʿinsieme di escrescenze, di polloniʾ, da un gallico non attestato *bruscia ʿescrescenza, cespugliʾ (< indoeuropeo bhreus- ʿrompere, spezzare, sbriciolareʾ). *Bruscia viene associato da alcuni al latino bruscum ʿescrescenza dell'aceroʾ, voce forse d'origine celtica (sono infatti attestati i nomi di persona gallici Bruscus e Bruscius, ma bruscum, *bruscia non sono presi in considerazione né da P.-Y. Lambert né da X. Delamarre), citata in Plinio, XVI, 27, e da cui dovrebbero dipendere l'italiano brusco ʿforuncoloʾ, l'antico francese bruis, broiz ʿnocchio di aceroʾ e — caso controverso — il francese brosse ʿspazzolaʾ (P. Guiraud). Vi è poi nel latino tardo brūscus ʿpungitopoʾ (dal latino classico rūscus), dal quale forse provengono le voci italiane brusca ʿspazzola duraʾ e brusco ʿasproʾ (J. Degavre, M. Cortelazzo e P. Zolli, A. Ernout e A. Meillet).
- Bòvegno (Bs). Dial. böegn. Di etimologia incerta, secondo D. Olivieri potrebbe derivare da un prelatino *bova ʿsmottamentoʾ. Per A. Falileyev si può associare all'etnonimo *Vobenenses [o *Vobenates?], ricostruito sulla base di un lacunoso VOBEN() che compare in un'iscrizione ritrovata presso Bovegno. *Vobenenses— ammesso che la ricostruzione sia corretta — potrebbe così derivare da un poleonimo *Vobenum o *Vobenium, da cui appunto Bovegno. Falileyev ipotizza una formazione da uo- ʿsottoʾ (< indoeuropeo *upo-) + *bannā, *bennā ʿpunta > sommitàʾ. Attestazioni: Bovegno (XII sec.), Bellandus clericus plebis Bovagnii (1193), Castro Bovagni (1219).
- Boves (Cn). Il toponimo Boves è documentato già nel 1095. Secondo G. D. Serra proverrebbe da *Bovicis, ablativo plurale di *Bovicus, dal cognome gallico Bovus. Bovisius (dal 1098) e Bovexius (dal 1258) [anche Bovixium] sarebbero «forme sostantivate dell'aggettivo derivato» da *Bovicus (A Rossebastiano). Compaiono in iscrizioni inoltre i nomi di persona gallici Bouecius (Spagna) e Boicus (Veneto; da*Bowico-), anche questi dal gallico *bou-, *bouo- ʿbue, vaccaʾ. Altre attestazioni: Bovixium (815 [?], 1098), de Bovese (1200), de Boueso (1222), Buysius (1329). [II]
- Breganze (Vi). Dal celtico *Brigantia < *brigant- ‘eminente, elevato’, cfr. Brianza; per D. Olivieri dal nome di persona gallico *Brigantia. Attestazioni: Brigantia (1091), Breganze (1175). [II]
- Breglia (Plesio, Co). Dial. breia. Probabilmente da *brigula, diminutivo del gallico *briga ʿalturaʾ. → Breia.
- Breia (Vc). Secondo D. Olivieri, da *braidicula, diminutivo del longobardo braida [‘campagna presso la città’, ʿfrutteto e vigneto recintatoʾ], oppure da *brigula, diminutivo del gallico *briga ʿalturaʾ, etimo più pertinente poiché il paese si trova a 809 m di altitudine (A. Rossebastiano). Esiste un Breia in Liguria (nel territorio di Sesto Godano, Sp), che per R. Caprini però deriverebbe da braida. Attestazioni: Bregina (1209), Bregia [< *brigla?], Brega e Brea (1217), Brecenna (1251. Cfr. Bassa Valsesia e Breia.
- Breia (Compiano, Pm). → Breia.
- Breil, Breuil (Ao). Tali due voci, ed altre affini, sono da associare al francese dialettale breuil ʿcampoʾ (antico francese brueil, bruel, broil ʿbosco ceduoʾ) < gallico *brogilo- ʿboschetto recintatoʾ. Nel patois valdostano quei termini hanno però un significato secondario di “terreno, prato, pascolo acquitrinoso”, poiché, secondo l'Abbé Joseph-Marie Henry, con essi si indicano dei «piani lacustri, paludosi». Sono (micro-) toponimi presenti nei territori di Châtillon, Cogne, Courmayeur, Fontainemore, La Thuile, Perloz, Valtournenche[5]. Cfr. Breuil-Cervinia e Brolo. [IV]
- Brembate (Bg). Attestazioni: Brembate (854), Brembado (1029), Brembate (1035). → Brembo.
- Brembilla (Bg). Dal nome del torrente omonimo. → Brembilla.
- Brembo (Dalmine, Bg). → Brembo.
- Brenna (Co). Dial. brèna. Da raffrontare con i poleonimi lombardi Brenno [e l'idronimo ticinese Brenno] o i toponimi toscani Brena, Brenna, «per cui si richiamano antroponimi latini come Brenia, Brinnius [in effetti di origine celtica]» (C. Marcato). Attestazioni: de Brena (1187), locus Brena (XIII sec.). → Breno.
- Brenno (Brenno Useria, Arcisate, Va). Attestazioni: de loco Breno (1190), Breno (XIV sec.). → Breno.
- Brenno (Brenno della Torre, Costa Masnaga, Lc). Attestato el locho de Brenno (1346). → Breno.
- Breno (Bs). Dial. bré. A parere di D. Olivieri, si tratta di un riflesso dell'antroponimo celtico Brennos. Sono documentati i nomi di persona gallici Brennos, Brenia, Brinnius, Brinnia, probabilmente da *bren(n)o-, variante di *bran(n)o- ʿcorvoʾ; cfr. l'antico irlandese bran e il gallese, cornico, bretone bran ʿcorvoʾ e, metaforicamente, ʿil guerriero, il capoʾ. Attestazione: de Breno (1184).
- Brentino (Brentino-Belluno, Vr). A tale toponimo, collegato a brenta, brento ʿvasca, truogoloʾ, corrisponderebbe l'antico Bretina, attestato in Tolomeo, III, 1, 28. Se di origine celtica, Bretina potrebbe derivare da *bret(t)o- < *brit(t)o- ʿgiudizio, pensieroʾ < indoeuropeo *bʰer- ʿportareʾ; cfr. nomi di persona gallici quali Britus, Brittus, Brittiae e l'antico irlandese breth, brith ʿatto di portare; giudizioʾ (A. Falileyev). [I]
- Brentònico (Tn). Dal termine prelatino brenta ʿconca, bacinoʾ+ suffisso on-icu-. Oppure dal celtico *bremo- ʿrimbombare, muggireʾ < indoeuropeo *bhrem- ʿtuonare, ronzareʾ; cfr. gallese brefu ʿbelare, muggireʾ. Attestazioni: Brentonicum, Bremtonicum (Paolo Diacono, III, 31), Brettonicum, Bremtunicum. [II]
- Brescello (Re). Latino Brixellum (Tacito), Brixillum (Plinio). Dal celtico *brig-s- + suffisso diminutivo -illo-, quindi, secondo P. Bernardo Stempel, ‘la piccola Brixia’ [?]. → Brescia. [I]
- Brescia. Latino Brixia (Catullo, Tito Livio, Plinio, ecc.). Dal celtico *brig-s-ia ‘le Alture’ (P. Bernardo Stempel) < *brig- ‘altura’ < indoeuropeo *bherĝh- ʿalto, eminenteʾ. [I]
- Bressanone - Brixen (Bz). Da *Brig-sinā. Attestazioni: Pressena (827), Prichsna (901); latino medievale Brixina (950). → Brescia. [II]
- Breuil-Cervinia (Valtournenche, Ao). Nome composto ibrido dato alla stazione sciistica sorta nella conca del Breuil [→ Breuil-Cervinia]. La forma Breuil pare sia dovuta ad un errore del geologo ed alpinista Horace-Bénédict de Saussure che, salito alla conca nel 1792, trasformò nei suoi scritti la grafia originaria Breil in Breuil. → Breil, Breuil. [IV]
- Brevia (Castelnuovo Bocca d'Adda, Lo). Dal gallico brīva ‘ponte’.
- Brev(i) ne (Tn). Forse dal gallico brīva ‘ponte’.
- Briaglia (Cn). Forse da *brigalea, dal gallico briga ʿalturaʾ. D. Olivieri lo accosta all'etnonimo Bergalli [Bergalei: Bergaleos nella Tabula Clesiana, del 46 d.C.], da cui deriverebbe il nome della Val Bregaglia (A. Rossebastiano). Attestato Brialia (forma cognominale) nel 1276.
- Bricheràsio (To). Per P. Massia deriverebbe dal nome di persona germanico Brittgarius. G. D. Serra invece lo riteneva derivato da un ablativo plurale in -ācum *Briccarācis, dal nome di persona Briccarius, forse celtico, associabile al vocabolo piemontese bric ʿaltura, poggioʾ < gallico *brigum (briga) ʿmonte, roccaforteʾ (A. Rossebastiano). In effetti non è dimostrata tale provenienza di bric dal celtico; per alcuni risalirebbe invece (assieme al ligure bricu ʿmonteʾ e al provenzale brec, bric) ad una base prelatina, ma di origine incerta (“mediterranea”?), *brikko- 'monte, parete rocciosa, picco, roccia' (Romanisches Etymologisches Wörterbuch, 1300a). Inoltre, *Bric(c)arius potrebbe piuttosto derivare dal gallico brīgo- ʿforza, vigoreʾ (cfr. i nomi di persona Brando-bricus, Com-bricus e, forse, Brico, Bricomarus) o da bricco- ʿmacchiato, picchiettatoʾ (cfr. i nomi di persona Briccus, Briccius). Attestazioni: Guglielmus de Bricarasio (1159), Bricairas (1216), Bricairascus (1223), Bricarascus (1244), Bricairaxius (1245), Breychairaxius (1374), Bricarax (1375).
- Brienno (Co). Dial. brièn. D. Olivieri lo accosta, ma senza alcuna certezza, al celtico *briga ʿalturaʾ, per analogia con *Brigantia > Brianza [cfr. anche l'oronimo francese Serre de Brienne: Briginn, Brig(inno) (iscrizioni), Brinno (1108) (A. Falileyev)]. Potrebbe anche derivare dal gallico brīgo- ʿforza, vigoreʾ; cfr. i nomi di persona Brigenus, Briginus, Briginna, Brigius e due toponimi francesi formati dal nome di persona Briennus (< *Brigennus?) + -ōnem: Briannon-sur-Armançon (Yonne), Briennom (VI sec.), Brienno (1138); Brinon-sur-Beuvron (Nièvre), Villa Briennonis (935). Attestazione: comune burgensium de Briennio (1335). [II]
- Briga (No). Dial. bría. Dal gallico brīva ‘ponte’ (G. Rohlfs, D. Olivieri, G. B. Pellegrini) o briga ‘altura’ (P. Massia). Per A. Rossebastiano è più plausibile la seconda ipotesi, considerate le forme d'epoca medievale: Briga (1196), Bricha (fine XIII sec.). → Briga Alta).
- Briga Alta (Cn). Dal gallico briga ‘altura’ [< celtico *bhr̥ĝhā < indoeuropeo *bherĝh- ʿaltoʾ] o, meno probabilmente, brīva ‘ponte’ (A. Rossebastiano). Attestato Briga dal 1291. → Briga.
- Brighéi (Pigna, Im). Dal gallico *brūco- ʿericaʾ [gallico latinizzato *brūca / *brūcus < gallico uroica] (G. Petracco Sicardi). [IV]
- Brighetta (Pigna, Im). Dal gallico briga ‘altura’ (G. Petracco Sicardi). → Briga Alta.
- Briona (No). Da brig- ‘altura’ + suffisso -ōna o da *Brigodūnum (gallico latinizzato -dūnum ‘fortezza’) ‘rocca’. → Briga Alta e Duno.
- Brione (Val del Torre, To). Da *Brigodūnum ‘rocca’. Attestazioni: Brium (1197), poi Bredunum. → Briga Alta e Duno. [II]
- Brione (Val Trompia, Bs). Attestato Brioni (1235). Da brig- ‘altura’ + suffisso -ōne o da * Brigodūnum ‘rocca’ (gallico latinizzato -dūnum ‘fortezza’). → Briga Alta e Duno. [II]
- Brione (Tn). Da briga ‘altura’ o longobardo braida (‘campagna presso la città’) + suffisso -ōne oppure da *Brigodūnum ‘rocca’. → Briga Alta e Duno.
- Brione (Riva del Garda, Tn). Essendo attestato il nome braidone, è più probabile una formazione dal longobardo braida (‘campagna presso la città’) + suffisso -ōne. [II]
- Brivio (Lc). Dal gallico brīva ‘ponte’. Attestazioni: vico et fundo Brivio (969), loco Brivio (1150). [II]
- Broletto (Albinea, Re). Diminutivo di brolo, dal gallico *brogilo- ʿboschetto (recintato); cfr. Brolo. [IV]
- Brolo (Nònio, Vb). Corrisponde all'italiano brolo ʿorto, fruttetoʾ. Dal gallico *brogilos ʿboschetto (recintato) ʾ, ʿcampoʾ, diminutivo di *brogi- < *mrogi- ʿfrontiera, territorio, paeseʾ. → Mòlgora. [IV]
- Brondello (Cn). Diminutivo dell'idronimo Bronda. Attestazioni: de Burdello (1138), apud Bordellum (1169)[6], Brondello (dal 1325).
- Bróndolo (Chioggia, Ve). Latino Brundulum (portum Brundulum in Plinio, III, 121). Associato all'indoeuropeo *bhren-to- ʿcervoʾ < *bhren- ʿcornoʾ (in riferimento alla forma ramificata del porto) o a una voce affine ma di origine mediterranea (G. Alessio). Secondo A. L. Prosdocimi, va invece interpretato come una formazione *bhrondho- + suffisso lo- ʿche scorre in avantiʾ e quindi ʿfoceʾ, da *bhrendh- ʿscaturire, scorrere in avantiʾ, con bh- > b- indice di celticità; cfr. l'antico irlandese brenn-, bruinn- ʿsgorgareʾ. [I]
- Broni (Pv). Dial. bròn. Sono attestate le forme medievali Brona (1047), Bruna (1048), Bronna (1119), Razo da Bronne (1148). In un placito piacentino dell'859 è nominato Teopertus de Breonis, ma probabilmente non vi è alcun riferimento a Broni. D. Olivieri e G. B. Pellegrini suppongono che il toponimo possa derivare dal latino prunus ʿprunoʾ; però il primo rileva l'inconciliabilità dell'odierna terminazione in -i con quella medievale in -a, e inoltre l'inconsistenza dell'accostamento all'etnonimo Ambrones proposto da alcuni (C. Marcato). Da non escludere un nesso con le voci galliche brunnio-, bronnio- e -bru, bron- ʿseno, pettoʾ (*brū, genitivo *bronnos, latinizzato in -brō, -bronis), e i toponimi Bronium (Belgio), Brona (Betica), Bruniola (X sec.) e il gallese bron ʿseno, mammella; collinaʾ, ad esse congiunti (X. Delamarre), anche perché l'abitato sorge «alla base delle colline dell'Oltrepò pavese» (cfr. Vembrunius).
- Brovello (Brovello-Carpugnino, Vb). Forse dal celtico *broga ʿconfineʾ; cfr. piemontese brua ʿorlo, pendioʾ. [IV]
- Brughèrio (Mb). Dial. brüghé. Dal latino medievale brugarium < *brūcāria ʿcampo di ericaʾ < gallico latinizzato *brūca / *brūcus ʿericaʾ < gallico uroica. Cfr. antico irlandese froích, fróech, gallese grug < celtico *wroiko-; bretone brug < brūca. [IV]
- Bruìno (To). Dalla voce piemontese brüèra ʿscopetoʾ o piuttosto da brua ʿsponda, margine estremoʾ < celtico *broga ʿconfineʾ. Attestato Bruinus (1285). [II]
- Brumano (Alzano Lombardo, Bg). Forse è da collegarsi ai Vicanis Bro[manensibus] di un'iscrizione (del I secolo d.C.?) rinvenuta a Nese, quindi si tratterebbe di un antico vicus Bromanus. Secondo A. Falileyev Bromanenses, se fosse celtico, potrebbe derivare dal celtico brog- ʿterritorio, paeseʾ. Per un altro Brumano (in Valle Imagna, Bg) s'è proposta anche una derivazione, poco probabile, da bruma ʿinvernoʾ (C. Marcato).
- Bruno (At). A parere di D. Olivieri, deriva dal nome di persona germanico Bruno. A. Rossebastiano invece, sulla base della documentazione d'epoca medievale, ricostruisce un composto gallico con il valore di ʿrocca altaʾ, formato da *brigon ʿmonteʾ + dūnon ‘fortezza’, da cui *Brigudūnum > *Briudūnum > *Briuūnum. Cfr. Bredunum e Cadore. Non si può escludere, come primo elemento, il gallico brīgo- ʿforza vigoreʾ, che si ritrova però, più che altro, negli antroponimi. Attestazioni: Bredunum (1014), Brion (1164), Bruuno (1192), castellano et communi Bruguni (1306), Budrunum (1308), Brunus (dal 1368). [II]
- Budrio (Bo; Correggio, Re; Longiano, Fc; Casola Valsenio, Fc; Cotignola, Ra). Toponimo frequente in Emilia-Romagna [cfr. anche le località Buca del Budriolo (Bo), Le Budrie (S. Giovanni in Persiceto, Bo)]. Deriva da un appellativo significante ʿfossoʾ (cfr. Du Cange: butrium seu fossatellus), probabilmente d'origine prelatina (→ Butrium) e incrociatosi con il termine greco-latino bothros > italiano botro, borro.
- Budrione (Carpi, Mo). → Budrio.
- Burago di Mòlgora (Mb). Prediale dal nome di persona *Bucurius (è giunto a noi il nome di persona gallico di un Bucura vasaio) + suffisso -ācus. Attestazioni: Bucuriaco (1026), Buvirago (XIII sec.). → Mòlgora. [III]
- Busnago (Mi). Dial. buʃnàk. Prediale in -ācus dal nome di persona latino Buccinus. X. Delamarre suppone invece un *bugioniācon < gallico *bugio- ʿblu (fiore blu?) ʾ, da cfr. con nomi di persona gallici come Bugius, Bugia, Enobugius, e l'antico irlandese buga, nome di un fiore blu. Attestazioni: Bugionago (prima del X sec.), Buginago (XII sec.). [III]
- Cadorago (Co). Dial. caduràg. Catoriaco nell'855. Prediale in -acus da un nome di persona latino Caturius, Catorius. Secondo D. Olivieri, invece, da un latino *cadulus ʿbacinoʾ < cadus ʿorcio, urnaʾ. G. Rohlfs però pensava a una formazione dal nome di persona gallico *Caturos (documentati Caturus, Caturius, Caturo) < gallico catu- ʿbattagliaʾ. [III]
- Cagnò (Tn). Dial. ciagnòu. Di origine prelatina, presumibilmente da un antico *Cainavum (con -avum diventato -ao > -ò), ove si può riconoscere lo stesso tema dell'etnonimo Caenaunes (Plinio, III, 20) e del toponimo Càines - Kuens (C. Marcato). Attestazioni: de Cagno (1117), de Cagnao (1185). → Caenia. [II]
- Càines - Kuens (Bz). Di origine prelatina, da confrontarsi con il toponimo Cagnò e l'etnonimo Caenaunes (Plinio, III, 20) (G. B. Pellegrini). Attestazioni: Cainina (720), Cheines (931), Chains (1291), Caihas, Kaims, Kayns (XIV sec.), Kuens (1447). → Caenia. [II]
- Cambiago (Mi). Prediale in -acus, dal nome di persona latino Cambius o Cambellius (D. Olivieri). Per G. Rohlfs si tratterebbe invece del nome di persona gallico *Cambios (documentati Cambus, Cambo, Cambia, tutti da cambo- ʿcurvo, stortoʾ). Attestato loco Cambiaco (975). Dallo stesso nome di persona, ma con suffissi prediali diversi, i toponimi Cambiasca (Vb) e Cambiano (To). [III]
- Camogli (Ge). Dial. kamúǧi. Probabile prediale senza suffisso, dall'ablativo plurale *Camulliis < gentilizio Camullius (G. Petracco Sicardi). Camullius, assieme a Camulius, Camul(l)ia, Camulus (anche teonimo: Mars Camulus), Camula, è un nome di persona gallico derivato da camulo- ʿche fatica, che s'impegnaʾ > ʿcampione, serventeʾ, da *k̑emh2- ʿstancarsiʾ. Cfr. l'antico irlandese cumall ʿcampioneʾ. Attestazioni: Camogi (1145), Camulio (XII sec.) e forse villa Camuli (XI sec.). [II]
- Canda (Ro). La Canda nel 1521. Dal nome di persona Candido (D. Olivieri) o da nomi di persona gallici quali Candia, Candua (e *Canda?) < cand(i)- ʿbianco, brillanteʾ; cfr. bretone kann < *cando- ʿbiancoʾ. [II]
- Candelo (Bi). Dial. Canèj. Da canderius, ʿche fa e vende corde e funiʾ, riportato dal Du Cange, e qui riferito al luogo di produzione e vendita; o dal latino (locus) Candidillus ʿluogo appartenente a Candidilloʾ. Non si può escludere un'origine gallica, dal gallico latinizzato candētum < gallico *cantedon ʿsuperficie di 100 piedi quadriʾ < cant(o)- ʿcentoʾ + *-edon (< indoeuropeo *ped- ʿpiedeʾ); cfr. antico irlandese ed ʿspazio, intervalloʾ. O da nomi personali gallici latinizzati quali Cantedus, e — da cand(i)- ʿbianco, brillanteʾ — Candius, Candia, Candillus, Candurius… Attestazioni: Canderium (22 ottobre 988), de Candele (999), Candelus (1027), Canderium (1186). [II]
- Càndia Canavese (To). Dal nome di persona latino Candida o dal nome di persona gallico latinizzato Candia < cand(i)- ʿbianco, brillanteʾ. Attestazioni: Candia (1110), Candida (1116), Candea castrum (XIV sec.). [II]
- Càndia Lomellina (Pv). Dal nome di persona Candido (D. Olivieri) oppure dal nome di persona gallico latinizzato Candia < cand(i)- ʿbianco, brillanteʾ.
- Cantogno (Villafranca Piemonte, To). Probabilmente dal nome di persona gallico Cantonius, Cantonus, dal gallico canto(n) ʿcentoʾ oppure canti(-), canto- ʿcon, insiemeʾ (piuttosto che canto- ʿcerchio, regioneʾ), da cui provengono anche i personali Cantenius, Cantus, Cantius, Cantia e il coronimo Kent < Cantium < canti- ʿinsiemeʾ.
- Careno (Pellegrino Parmense, Pr). Dal toponimo fondiario Carigenus registrato nella Tabula Alimentaria di Veleia (3, 97). Si tratta di un composto in -geno-, elemento che si riconosce in vari nomi di persona sia celtici che liguri (cfr. i liguri Velagenius, Velagenus, Enigenius), e che potrebbe fare «le veci dei suffissi denominativi *-i̯o- o -āno-»; il primo elemento sarebbe una base *kar(o)-, da cui derivano probabilmente anche gli antichi toponimi liguri Carucla (Tabula Alimentaria di Veleia, 7, 57) e Caruscum (Livio, XLII, 7) (G. Petracco Sicardi). In Carigenus si possono individuare due componenti celtici (e verosimilmente anche liguri): caro- ʿcaro, amico, amatoʾ < *car- ʿamareʾ (o il cari-, care- [corradicale di caro-?] dei nomi di persona Caretus, Carilos, Carillus, Carinus, Cari-natius...) e -gen(n)o- ʿdiscendenza, famigliaʾ; cfr. nomi di persona gallici quali Carus, Neta-cari, Veni-carus, Veno-carus, Medi-genus, Medu-genus, Rectu-genus, Retti-genus. [I]
- Carnago (Va). Prediale in -acus dal nome di persona latino Carinus o Carnus. L'attestato Cartenago (932) indirizzerebbe verso un nome di persona Cartenus / Quartenus. Invece G. Rohlfs proponeva una formazione dal nome di persona gallico *Carnios o *Carnus (documentati Carnius e Carnio < gallico carno-, carnu- ʿcornoʾ). [III]
- Carnate (Mi). Dial. carnàa. Prediale in -ate da *Carnios, Carnus o Carnius. → Carnago. Nel latino ecclesiastico è attestata la forma Carnatum, che documenta lo scambio -ate / -ato riscontrabile anche in altri prediali. [III]
- Carrù (Cn). Da escludersi che possa derivare dal gallico latinizzato Carrodūnum ʿfortezza di carriʾ (D. Olivieri), date le attestazioni medievali Carrucus (dal 1217), Carugus (dal 1026), Carrugus (dal 1041), Carrutus (1200).
- Casteggio (Pv). Dal latino Clastidium — in Cicerone, Tito Livio e altri autori latini; Κλαστίδιον (Klastídion) in Polibio, Strabone, Plutarco — attraverso le forme Clastegium > Chiasteggio. Se celtico, da *clad- [ʿ?ʾ], indoeuropeo *clad-to-(V)dyo-, secondo A. Falileyev. Probabilmente da rapportare al gallico cladia, clado- ʿfossato, trinceaʾ < indoeuropeo *kl̥h2-d- < *kelh2- ʿcolpire, battereʾ; cfr. antico irlandese clad e gallese clawdd ʿfossatoʾ. G.Petracco Sicardi (1981) ipotizzava per Clastidium una sequenza in parte simile: tema *klast(i)- < *kladt(i)- < indoeuropeo *keld-; cfr. latino clades ʿsconfittaʾ, -cellō ʿbattereʾ. [I]
- Castelseprio (Va). Composto di castello + Seprio, forma iperlatinizzata di Sevrio, dial. séver. Probabilmente da *Sebrio < *Se(g)ebrium < *Sege- < *Sego-bri(g)um, dal gallico sego- ʿforza, vittoriaʾ + *-bri(g)um ʿmonte, roccaforteʾ. Attestazioni: Sibrium (forma iperlatinizzata, nella Cosmografia ravennate), Castro Seprio (992), de Seuria, Seurio (1167). → Susa e Cadore. [I]
- Cavagnano (Cuasso al Monte, Va). Prediale da accostare a Cavagnago (Canton Ticino), tutti e due probabilmente dal nome di persona gallico *Cavannos (attestato Cavannus) < gallico cauano- ʿcivettaʾ. [III]
- Caverzago (Travo, Pc). Dal prediale *Capertiācum < gentilizio latino Capertius (G. B. Pellegrini). Secondo A. Falileyev Caverzago corrisponderebbe al Fundum Cabardiacum di alcune iscrizioni da Travo e Piacenza, ma non è detto sia di origine celtica anche la componente antroponimica [Caverzago deriverebbe dal prediale *Cabardiācum?]. Attestazioni: Fund(um) Aestinianum Antistianum Cabardiacum, Fund(um) Cabardiacum veterem, Minervae Cabardiacensi. [III]
- Cavour (To). È l'antica Caburrum documentata in iscrizioni (Forum Vibii Caburrum), sulla quale nel I secolo a.C. venne fondata dai Romani Forum Vibii. Il toponimo si confronta con l'etnonimo dei liguri Caburriates (Plinio, III, 47), da un probabile poleonimo *Caburrium, con i toponimi Caburene e Caburnia (in Hispania), con il cognome d'origine gallica Caburus di C. Valerius Caburus (Giulio Cesare, De bello Gallico, I, 47) (G. Petracco Sicardi, A. Rossebastiano). Tali nomi potrebbero tutti risalire alla voce celtica cabu, cabo ʿbocca, golaʾ; cfr. i nomi di persona Su-cabo, Cabuca, Caburus, Caburius, Cabusa, Cabutius e l'antico irlandese familiare cab ʿboccaʾ (X. Delamarre). Attestazioni medievali: Caburrum (1037), Cavurrum (1077). [I]
- Cazzago Brabbia (Va). Se si tratta dello stesso toponimo documentato nel Medioevo come Cagazago (840) e Cogozagum (latino ecclesiastico), risulta una formazione prediale in -ācus sul nome di persona latino Cacatius piuttosto che su Cattius (C. Marcato), antroponimo derivato dal gallico *cattos. → Cazzago S. Martino. Attestato Cazago nel 1346.
- Cazzago S. Martino (Bs). Prediale in -ācus dal nome di persona latino Cattius. È probabile però che questo personale (assieme a Cattos, Cattus, Catta, Cattia, Catillus...) derivi dal gallico *cattos, che non va ritenuto necessariamente prestito dal latino cattus. Attestazioni: Caciaco (1010), de loco Caciago (1040), Casiago (XI sec.), de Cazago (1176), de Cazacho (1179), Casago (XIII sec.). [III]
- Cerrione (Bi). Di etimo incerto: da composto gallico latinizzato con -dūnum e primo elemento oscuro (G. D. Serra); dal latino cerrus ʿcerro (specie di quercia) ʾ: da cerrētum + suffisso -one (D. Olivieri), da cerrus + -dūnum ʿfortezza del cerroʾ (A. Rossebastiano); oppure dall'aggettivo cerroneus [ʿdi cerro?ʾ[7]] (A. Rossebastiano). Attestazioni: Ceredono (1014), Cerriono e Ceriono (1113), Cerridono (1211), Ceridonio (1217), Ceridono (1220), Cirronio (1221). → Duno. [II]
- Chambave (Ao). Dal gallico *cambo- ʿcurvoʾ, ʿcurva, meandroʾ (o nomi di persona gallici Cambo, Cambus) + suffisso (preceltico?) -ava. Cfr. antico irlandese camb, camm ʿcurvoʾ, toponimo gallico latinizzato Cambo-dūnum ʿforte del meandroʾ > Kempten (Baviera). Attestazioni: Chambava, Zambava (1181). [II]
- Château Verdun (Saint Oyen, Ao). Attestazioni: castello Verdunensi (1137 e 1206). → Verduno. [II]
- Chieri (To). Centro di origine preromana (ligure?), il cui toponimo in epoca antica è documentato nella forma Carreum (e Carrea quod Potentia cognominatur, in Plinio, III, 49). Risalirebbe al gallico *carr(o)- ʿcarroʾ + suffisso -eo- (G. Petracco Sicardi, A. Rossebastiano), forse attraverso l'antroponimo e teonimo Carrus [Carrus Cicinus Mars, in iscrizione di Vaumeihl (Provenza)] che, assieme al nome di persona Carro, da quella voce deriva. Attestazioni: in villa vel fine Cariano (un prediale in -ānus?) (995), Cario (959), curtem que vocatur Cari (981), Carium (XII sec.), Cherium (1198), Cayrum (1238), Querio (1405). [I]
- Chiuduno (Bg). G. Rohlfs ipotizzava un *Cludunum, connesso al gallico cluto- famoso. È più verosimile che Chiuduno sia un composto formato da un nome di persona latino, Claudius o Clavius (D. Olivieri) (o, meno probabilmente, dal gallico latinizzato Clausius), e da dūno- ʿfortezza, monteʾ; cfr., ad esempio, il toponimo Claudiomagus ʿmercato di Claudioʾ, oggi Clion (Indre). Attestazioni: de Clauduno (795), Claoduno (924), in loco et fundo Claudune (1040), Gentillium et populi de Clauduno (1353). [II]
- Civenna (Co). Dial. scivéna. Si riconduce ad un nome etrusco *Cepena oppure a *clavenna (> Chiavenna), dal prerom. *clava ʿcono di deiezioneʾ, anche perché la documentata forma Clivenna, a parere di D. Olivieri, risulta essere una «ricostruzione arbitraria» (C. Marcato). Civenna però, da G. Rohlfs è stato accostato all'oronimo Ceuenna (Giulio Cesare, De bello Gallico, VII, 8), Cebenna (Plinio, III, 31), Cebennae > francese Cévennes [Κέμμενων (Kémmenōn), Κέμμενον ὄρος (Kémmenon óros), in Strabone, IV, 6, 11 e II, 5, 28]. Tali forme sono associabili ai nomi di persona gallici Cemenelus, Cemeno, Cemenus, dal tema cemeno- (X. Delamarre) e al toponimo antico Cemenelus [oppido Vediantiorum civitatis Cemenelo, in Plinio, III, 47], oggi Cimiez, italiano Cimella (già nel 999), presso Nizza. Forse si deve risalire a una radice celtica (e ligure?) *cem-, *ceb- ʿdorsoʾ (da cui anche il gallese cefn e il bretone kein ʿdorsoʾ), seguita dal suffisso -enna di Arduenna ʿArdenneʾ (cfr. Ardéna) (A. Holder, A. Dauzat e Ch. Rostaing). Attestazioni: Civenna (1184), Civena (1199), Clivenna (latino ecclesiastico).
- Colle Brianza (Lc). → Brianza.
- Comenduno (Albino, Bg). Dal nome di persona Comenius o Cominius + dūnum. Attestazione: loci Comenduni (1148). → Duno. [II]
- Comabbio (Va). Dial. cumàbi. Dal nome di persona latino Comavius (D. Olivieri), che pare di origine celtica. Conosciamo infatti un nome di persona gallico Comauus, da com- ʿconʾ + *auos ʿnipote, discendenteʾ, e un antico irlandese aue < *au̯ios ʿnipote, discendenteʾ. Attestato locus Comabio (1030). [II]
- Como. Dal latino Cōmum, di difficile interpretazione. Il collegamento con il gallico camb- ʿcurvoʾ (associato a sua volta a cumba ʿcavitàʾ, ʿvalleʾ) proposto da alcuni, appare poco chiaro. Poiché la città si trova in una piccola conca, si può solo ipotizzare una derivazione da indoeuropeo *keu- ʿcurvareʾ o *ḱeu̯- ʿgonfiareʾ. [I]
- Condove (To). Dal nome di persona celtico *Condovius, formato dal tema gallico condo- (> conno-) ʿtestaʾ > ʿsenso, ragioneʾ, e il suffisso -ovio- presente in vari nomi propri gallici; cfr. i nomi di persona Condus, Condo, Condius, Condonius, Condollus ecc., l'antico irlandese conn, cund ʿprotuberanza, testa; buon senso, ragioneʾ. Attestazioni: Condovis (1001), Condove (1154), Condovias (1162), Condovis (1285). [II]
- Corgeno (Vergiate, Va). Con tutta probabilità dovrebbe essere associato all'etnonimo Corogennates, che si legge in un'iscrizione milanese: iuvenae Corogennates, vicanis Corogennatibus. Potrebbe derivare dal gallico *coro- ʿchiusoʾ[8] < radice verbale *cor- ʿchiudereʾ + -gen(n)o- ʿdiscendenza, famigliaʾ; cfr. i nomi di persona gallici Coro-genus, Coros, Corus, Coradus, Con-genno-litanos ʿdal vasto lignaggioʾ, Salico-genna ʿnata dal saliceʾ, Ad-genno-rix; il bretone digor ʿaprireʾ, il gallese cor ʿrecintoʾ, l'antico irlandese cora ʿpalizzataʾ. M. G. Tibiletti Bruno dava a Corogennates il significato di ʿche sono stirpe di a. (?) ʾ. Corogennates = coloro che abitano entro l'area del "caer" un castello o fortezza militare, fatta di lastroni di pietra (sciar).  vedi Biblioteca Civica di Gorla Maggiore n° 3785 del 25/06/1971 - 930.452.2=M=65.
- Cortona (Ar). Dal latino Cortōna; centro di fondazione probabilmente umbra, divenuto etrusco nell'VIII-VII secolo a.C. La base del toponimo è di difficile identificazione. Il suffisso -ōna è comune a diversi toponimi prelatini; è esistita una Cortona anche in Iberia (C. Marcato). A. Falileyev ipotizza un'origine celtica, da un possibile corto- ʿrotondo, corto? vimine?ʾ, di cui però non si ha traccia nelle lingue celtiche insulari; o, secondo G. R. Isaac, da *kórt-o- ʿun avvolgimentoʾ < *kr̥ti- < indoeuropeo *kert- ʿcurva, rotazioneʾ. Falileyev ricorda inoltre che non risultano presenti nelle vicinanze di Cortona altri toponimi celtici. Attestazioni: curtun in iscrizione etrusca; Κρότωνα (Erodoto, 1, 57; Diodoro Siculo, 20, 35), Κυρτώνιον (Polibio, III, 82, 9), Κόρτωνα (Tolomeo, III, 1, 43), Cortonenses (Plinio, III, 52). [I]
- Cozzo (Pv). È l'antica Cuttiae, posta al crocevia delle strade romane che da Lomello (Pv) portavano a Vercelli e a Torino. Se toponimo di origine celtica, dal gallico cotto- ʿvecchioʾ (A. Falileyev), cfr. Cozie, Alpi. Attestazioni: Cutias (Tabula Peutingeriana, III, 1), mutatio ad Cottias (Itin. Hierosolymitanum, 557, 5), Cottiae (Itinerario Antonino, 340, 3), Cuttias e Cuttiae (iscrizioni). [I]
- Cremona. P. de Bernardo Stempel congettura per il latino Cremōna una derivazione dal celtico *kremu- ‘aglio selvatico’ + -ōn-, quindi con il significato di ‘città delle cipolle’ [?]; cfr. antico irlandese crim, crem ʿaglio selvaticoʾ. Ritenuto generalmente di origine incerta, Cremōna (in Virgilio e altri autori classici) vien fatto risalire ipoteticamente a un prelatino *cram- / *crem- < *carm- < *carra ‘sasso’, seguito dal suffisso -ōna presente in altri toponimi prelatini. [I]
- Croesio (Paesana, Cuneo). Forse dal nome di persona gallico Croesus < *cru-wesu- ʿBuon-Sangueʾ: crō-, crū- < crouo (< indoeuropeo *kréuh2- ʿcarne cruda, sangueʾ) + -uesu- ʿvalido, buonoʾ; cfr. antico irlandese crú ʿsangue sparsoʾ (X. Delamarre).
- Crotta d'Adda (Cremona, Cr): toponimo che deriva dal gaelico irlandese Crotach. Infatti Crotta d'Adda ha preso il nome da numerosi rami del clan irlandese dei Crotti, che nel Medioevo dall'antico Connacht sull'Oceano Atlantico in Irlanda, si stabilirono in Lombardia e specialmente in questo luogo, dando appunto a questa terra, il loro nome irlandese Crotti, derivato a sua volta dal gaelico Crotach.
- Derganino (Mi). → Dèrgano.
- Dèrgano (Mi). Dial. dèrĝen. Dal gallo-latino *dervŭlus < gallico deruo- ʿquerciaʾ. Oppure dal gallico *dergo- ʿrossoʾ; cfr. antico irlandese derg ʿrossoʾ, ma nessuna voce correlata in brittonico. → Dèrvio.
- Dèrvio (Lc). Dial derf. Dal gallico *deruos, derua ʿquerciaʾ; cfr. antico bretone daeru, bretone derw ʿquerciaʾ. Oppure dal prelatino *derva ʿargillaʾ. Attestazioni: Derve (814), Deuria (841), de Dervi (905), plebe Dervio, in Dervi (secoli XII-XIII). [II]
- Dòrbora (Bardi, Pr). Con tutta probabilità, dal torrente omonimo Dòrbora (Pr).
- Dormelletto, Dormello (No). Presumibilmente dal composto *duro-mellum ʿcollina del mercatoʾ (+ suffisso -etto) < gallico dŭro- ʿmercato, piazzaʾ + -mellum ʿcolle, collinaʾ, voce preromana, forse preceltica (ligure?). → Ingèure.
- Dorno (Pv). Dal gallico durnos ʿpugnoʾ > ʿsperoneʾ (antico irlandese dorn e antico bretone durn ʿpugnoʾ); cfr. i toponimi francesi Le Dourn (< *durnos) e Dourgne (< *durnianum) e tedesco Dormagen (dal gallico latinizzato Durno-magus). Attestazione: mutatio Duriis (nominativo Duriae), da leggersi Durnii(s) , collocata tra Laumellum (Lomello) e Ticinum (Pavia), nell'Itin. Hierosolymitanum. [I]
- Druogno (Vb). Dial. dravégn, druögn. In mancanza di forme documentarie, si può ipotizzare la derivazione del toponimo da un antroponimo, forse gallico: Duronius (se non latino), con metatesi Dur- > Dru-; oppure *D(e)ruonius (anche con esito *Daruonio-, da cui, con metatesi, *Dravonio- > dravégn?), da deruo- ʿquerciaʾ (in Druogno in Val Vigezzo si interpreta il toponimo, non senza inesattezze, come un originario *Druonium ʿil paese dei roveriʾ, da una radice celtica dru- + la desinenza -ium, di genitivo plurale latino). Secondo X. Delamarre Duronius può essere interpretato come Duro-nio- ʿ(originario) del borgoʾ (< *duron ʿporteʾ > ʿmercato recinto, piazza, forumʾ > ʿcittà murata, borgoʾ) o Du-ronio- (< du- ʿcattivo, mal-ʾ + rono- ʿ?ʾ). Cfr. i nomi di persona gallici Duronia, Durillus, Durinius, Durius, Durio, Ronius, Rono, Ronicus, Su-ronus, Ver-ronius; Derua, Deruonia [e il teonimo Deruon(n)ae]. Congetturale l'origine dall'aggettivo latino draconius (< draco, draconis ʿfrana, scoscendimentoʾ) dell'ipotesi formulata da D. Olivieri.
- Drusacco (Vico Canavese, To). Dial. drusè. Pare trattarsi di un antico prediale in -ācum, originariamente *Drusacum o *Drusiacum, dal nome di persona gallico Drusus o Drusius, da *Dru-sto- ʿche si tiene come un alberoʾ [dru- ʿalberoʾ (forma apofonica di indoeuropeo *doru- / *deru̯o- ʿalberoʾ, ʿquerciaʾ) + -sso- < -sto- < indoeuropeo *sth2-o- ʿche si tieneʾ]. Cfr. i nomi di persona gallici Drustus, Drussius, Dru-su-sus (X. Delamarre). [III]
- Duno (Va). Dal gallico latinizzato dūnum ʿfortezzaʾ, ʿcollinaʾ< gallico (e celtico comune) *dūnon ʿcittadella, monteʾ; cfr. antico irlandese dún ʿfortezzaʾ.
- Duno (Arconate, Mi). Attestazione: in loco Duno («in pieve di Duirago», precisa Pellegrini; presumibilmente da leggersi «in pieve di Dairago»). → Duno. [II]
- Elva (Cn). Località lungo il torrente Elva. Attestato nel 1286: casale de Elva. [II]
- Eudracinum (St-Rhémy, Ao). Mansio registrata nella Tabula Peutingeriana (II, 4). «Oscuro; può contenere -āko-» (A. Falileyev). [I]
- Exilles (To). Dal nome di persona Aesiliae (< Aesius), secondo l'Olivieri; forme attestate: Exillas (1050?-1061), Exiliarum (1092). Oppure dal celtico *ixellos ʿbassoʾ, per cui il toponimo significherebbe ʿluogo che si trova in bassoʾ; attestazioni: Sille (1080), Exillis (1172), Eysiglis, Yssiglis e Ysilhis (1401). Cfr. Issiglio e Excingomagus. [II]
- Forum Gallorum (Castelfranco Emilia, Mo). Significa ʿmercato dei Galliʾ, con il latino forum ʿpiazza, mercatoʾ. Corrisponde all'attuale Pradella. Attestazioni: Forum Gallorum (Cicerone, ad. Fam. 8.30 e Cosmografia ravennate IV, 3), Foro Gallorum (Tabula Peutingeriana), Ἀγορά Κελτῶν (Agorá Keltôn) (Appiano, B. C. III, 70). [I]
- Galliano (Cantù, Co). Antico vicus di cui conosciamo il nome dei vicani, i Braecores Gallianates, trasmessoci da un'iscrizione dedicatoria latina alle loro Matrone: Matronis Braecorium Gallianatium. Secondo A. Falileyev si tratta di un nome latino, basato sulla voce galli (gallo- ʿpotere, potenteʾ < *galno- < indoeuropeo *gelH- ʿacquisire potere suʾ). Potrebbe derivare da Gallius, antroponimo gallico latinizzato o gentilizio romano (dal nome di persona latino Gallus). [I]
- Gavello (Ro; Mirandola, Mo; Bondeno, Fe). Secondo C. Marcato, deriverebbe da una base prelatina *gava / *gaba ʿcanaloneʾ, ʿtorrenteʾ, piuttosto che dal gallico *gabelo- ʿforcaʾ. Però, nel Polesine e lungo il corso del Po, son più probabili formazioni toponimiche che si riferiscono ad alcuni elementi tipici dei luoghi fluviali di pianura, quali rami, biforcazioni, isolotti ecc. → Gabellus e Trigáboloi.
- Genova. Dial. zena. Da Genua, forma latina (a partire dal III-II secolo a.C.) del poleonimo preromano, derivato — assieme a Genava, nome antico di Ginevra (Svizzera) — da *geneu- ʿginocchioʾ o *genu- ʿmandibola, boccaʾ, basi indeuropee i cui significati sono in relazione metaforica con le caratteristiche dei luoghi: la curvatura, la rientranza della costa [il porto?] o la foce di un fiume [il Bisagno? il Polcevera?] (G. Petracco Sicardi). X. Delamarre ritiene Genava e Genua toponimi celtici, dal gallico *genaua ʿfoceʾ < *genu- ʿboccaʾ + -ā; cfr. il poleonimo Are-genua ʿdavanti alla foceʾ (attuale Vieux, Calvados), l'idronimo Are-genua (attuale Arguenon), l'antico irlandese gin, genitivo genos, gallese genau ʿboccaʾ. Per A. Falileyev, i due toponimi van fatti risalire al celtico genuā- ʿboccaʾ < indoeuropeo *ǵenu-eh2- < *ǵenu- ʿmascelle, mentoʾ. [I]
- Glazenéi, I (Livinallongo, Bl). Per G. B. Pellegrini dal celtico *glasina ʿmirtillo neroʾ; cfr. il friulano glàsigne, glàsime, glàsine, il ladino glèsena, il veneto giàsena. Associabile al gallico *glaston, *glasson ʿguadoʾ[9] (< ʿblu-verdeʾ), antico irl glas ʿblu-verdeʾ, bretone glas ʿverde, blu, grigio pallidoʾ. [IV]
- Gorzone (Darfo Boario terme, Bs). Da *gortione < gallico *gorti̯ā ‘siepe’. → Gorto.
- Imbersago (Lc). Forse dal celtico Amberzagh, ambersāk(on), che significa 'luogo o abitato del fiume'.
- Induno (Robecchetto, Mi; Va). Forse dal gallico latinizzato dūnum. → Duno.
- Ingèure (Pavone Canavese, To). Località segnata nelle mappe catastali di Pavone Canavese; corrisponde a Castellatto di Pavone ed è attestata in passato (?) col nome di Castellana d'Ingeure. Secondo G. D. Serra Ingeure verrebbe dal gallico *Ando-dūrum ʿfortezza di un Andiusʾ. Al gallico (latinizzato) però, oggi non risulta sia appartenuto un *-dūrum con la -ū-, bensì un -dŭron > (latinizzato) -dŭrum, con i significati ʿporte > mercato chiuso, piazza > città murataʾ [cfr. Delamarre (2008) p. 156]. Per cui *Ando-dŭrum potrebbe valere ʿmercato di Andios (o Andos, Andus, Ando) ʾ. In effetti, in mancanza di testimonianze antiche o medievali e possibilità di confronto con derivazioni simili, l'esito Inge- < *Ando- risulta poco chiaro. Cfr. Dormelletto, Dormello e Iccio-durum ʿmercato di Icciosʾ > Issoire (Puy-de-Dôme).
- Inveruno (Mi). Dal gallico latinizzato Eburo-dūnum (con gallico eburos ʿtassoʾ) ʿfortezza del tasso (pianta) ʾ; cfr. Duno e Eburo-dūnum > Yverdon (Svizzera) e Embrun (Francia). O da *eburunum, con suffisso (diminutivo?) -unum. Attestazioni: loco Euruno (922), Everuno (1097), Ivruno (sec. XIII). [II]
- Isarno (Novara). Probabilmente (da un antroponimo?) dal gallico *īsarnon ʿferroʾ [forse dall'indoeuropeo *ēsr̥-no- ʿsangueʾ, da cui *īsarno- ʿsanguineoʾ, per il color rossastro della ruggine (W. Cowgill)]; cfr. il nome di persona Isarnus.
- Iseo (Bs). Localmente: Isé. Secondo C. Salvioni, potrebbe risalire a Sebinus (→ Sebino) attraverso i passaggi: Iseo < *Isevo < *Insebum < *in + *Sebum < *Sebum < *seu- [ʿ?ʾ]. È documentato un nome di persona gallico latinizzato Sevius < *seu(i)o- ʿsinistraʾ. Attestazione: in curte Iseis (905). [II]
- Issiglio (To). Dial. isèi. Dal gallico latinizzato *Issellus, col significato di ʿ(località, abitato posto) in bassoʾ; associabile al celtico *(p)ēd-su- ʿai piediʾ, ʿsottoʾ > *isselo- > antico bretone, gallese isel, medio cornico yssel, antico irlandese ísel ʿbassoʾ. Attestazioni: Yxello (1221) e Ysiglij (1387; dal derivato *Issilius). Cfr. Exilles, Usseaux e (forse) il francese Issel (Aude). [II]
- Issime (Ao). Pronunce locali: isìma, (tedesca) eišëmë. Di origine incerta, probabilmente preromana. Non si può escludere derivi dal gallico: da un superlativo o da un nome di persona come Iccius < gallico *ico-, *icco-, *ici- ʿpicchioʾ? (< indoeuropeo *peik-, *pīk- ʿnomi di uccelliʾ) o Issus (nome di un vasaio). Attestazioni: Ixima (in carte antiche) e, forse, aqua de Ussima. [II]
- Ivrea (To). Dal gallico latinizzato Eporedia, composto di epo- ʿcavalloʾ (< celtico comune *eqwo-) + -redia < *rēd- ʿandare a cavallo, viaggiareʾ. Eporedia significherebbe ʿcorsa a cavalloʾ (Delamarre) o ʿinsieme di carriʾ, ʿluogo fortificato da un vallo di carri equestriʾ (G. D. Serra, G.B. Pellegrini), ʿla città dei carri equestriʾ [*epo- rēd(o)-yā (P. de Bernardo Stempel)]. Cfr. il gallico latinizzato rēda ʿvettura a quattro ruoteʾ, l'etnonimo gallico Redones ʿi conduttori di carroʾ > Rennes, gallico Carbanto-rate ʿfortezza (gallico -rate ʿforteʾ) di carriʾ > Carpentras; antico irlandese ríad ʿandare in vettura o a cavalloʾ, ʿviaggio, corsaʾ. [I]
- Lecco. Secondo il Pellegrini, dal gallico *leukos ʿboscoʾ; cfr. latino lucus ʿboscoʾ. In effetti, sia il gallico leucos, ʿchiaro, brillanteʾ, che parole latine come lūx ʿluceʾ e lūcus, con il significato originario di ʿraduraʾ, risalgono tutti alla radice indoeuropea *leuk- ʿbrillante, chiaroʾ. Dal celtico *leuko- (> gallese llug, antico irlandese lúach ʿbrillanteʾ) sono derivati in gallico diversi antroponimi — tra cui Leucus —, teonimi, nomi di luogo e l'etnonimo Leuci (in Belgio). Cfr. Leuc (Aude), de Leoco nel 1110; Leuca > Liéoux, Lioux, Lieuche; Leucus Mons, Leuco-mago ʿchiaro-campoʾ. Né si può escludere un termine denotante la ʿraduraʾ (cfr. francese clairière ʿchiarita, raduraʾ). Inoltre, da più studiosi tra cui A. Falileyev, si tende a identificare con Lecco la località di Leucerae (sempre da *leuko-) segnata nella Tabula Peutingeriana e nella Cosmografia ravennate, però scambiata di posizione con Bergamo. Attestazioni: Leuceris (Tabula Peutingeriana, III, 2 e Cosmografia ravennate, IV, 30); Leoquo (854), loco et fundo Leuco (879, 926), loco Leoco (959). → Locate di Triulzi. [II]
- Linduno (Momo, No). Forse dal composto gallico *Lindo-dūnon ʿForte dello stagnoʾ, da *lindon ʿliquidoʾ > ʿbevandaʾ e ʿstagnoʾ; cfr. antico irlandese lind ʿliquamenʾ, lind ʿstagnoʾ, gallese llyn ʿbevandaʾ e ʿlagoʾ, antico bretone lin ʿstagno, lagoʾ (X. Delamarre). → Duno.
- Littamum (Bz). Da identificarsi verosimilmente con S. Candido (Alta Pusteria). G. R. Isaac congettura che possa trattarsi di un celtico *Littamom ʿLuogo molto estesoʾ, superlativo in -tamo-, da *lit- < *pl̥th2- (< indoeuropeo *plet2- ʿlargo e piattoʾ); cfr. il gallico litano- ʿlargoʾ, nomi di persona come Litanus, Litania, l'antico irl lethan, il gallese llydan ʿlargo, vastoʾ. Attestato Littamo (ablativo) in Itinerario Antonino, 280, 1. [I]
- Locate di Triulzi (Mi). Dial. lucàa. Probabilmente dal gallico leuco- ʿchiaro, brillanteʾ (e ʿraduraʾ) > nome di persona Leuco- + suffisso -ate < a. -ates ʿgli uomini o i discendenti diʾ. Attestazioni: curtem Leocadam (836), Laucate (851). → Lecco. [III]
- Locate Varesino (Co). Dial. lucàa. → Locate di Triulzi. [III]
- Locate Bergamasco (Ponte S. Pietro, Bg). Attestato: de Leocate (805). → Locate di Triulzi. [III]
- Locatello (Bg). Diminutivo di Locate. → Locate di Triulzi. [III]
- Lovernato (Ospitaletto, Bs). Da un prediale più antico *Lovernaco < nome di persona *Louernus, Louernius o Louernacus < louernos ʿvolpeʾ; cfr. antico irlandese nome di persona Loarn, antico gallese Louern, bretone louarn ʿvolpeʾ; toponimo antico bretone Bot Louuernoc (< *lou̯ernāko-) ʿresidenza di Louuernocʾ. Attestazione: vico Luernaco (807). [III]